# Aublysodon
Aublysodon is een geslacht van uitgestorven theropode dinosauriërs, behorend tot de groep van de Tyrannosauroidea, dat tijdens het Laat-Krijt leefde in het gebied van het huidige Noord-Amerika.
De typesoort Aublysodon mirandus wordt tegenwoordig gezien als een nomen dubium, gebaseerd op één enkele losse tand van Gorgosaurus of Daspletosaurus. Ook de andere binnen het geslacht benoemde soorten beschouwt men als nomina dubia of als identiek aan eerder benoemde soorten van andere geslachten zonder dat er een goede reden is die bij Aublysodon onder te brengen.

## Vondst en naamgeving

### Aublysodon mirandus
In 1856 gaf de Amerikaanse paleontoloog Joseph Leidy een verzameling van veertien theropode tanden, ten dele van een voor hem geheel nieuw type met een D-vormige doorsnede, de naam Deinodon horridus. In 1866 beperkte zijn collega Edward Drinker Cope de naam Deinodon tot de vier afwijkende tanden uit de reeks, die daarmee de lectotypen werden. Van die tanden wordt tegenwoordig begrepen dat ze afweken doordat ze uit de voorste snuit, de praemaxilla, stammen. De andere tanden wees Cope toe aan Laelaps. In 1868 echter deed Leidy het omgekeerde: hij reserveerde de naam Deinodon voor de (maxillaire) tanden van het bovenkaaksbeen en de (dentaire) tanden van de onderkaak en schiep voor de premaxillaire tanden een nieuwe soort: Aublysodon mirandus.
De betekenis van de geslachtsnaam is niet helemaal zeker; Leidy gaf zelf geen etymologie. Het is later wel verondersteld dat de naam een spelfout was voor Amblysodon, 'stompe tand', maar waarschijnlijker is het een combinatie van het Griekse αὖ , au, 'opnieuw', βλύζειν, blúzein, 'overlopen/vol zijn', en ὀδούς , odoús, 'tand'. Het voorvoegsel αὖ werd in de negentiende eeuw namelijk ook wel vertaald als 'tegendraads' en βλύζω kan ook gelezen worden als 'wervelend draaien'. De tanden onderscheiden zich doordat de achterste snijrand naar de achterkant van de tandkroon gedraaid is, van boven bekeken dus tegen de klok in als het een linkertand betreft. Het is mede hierdoor dat de kenmerkende D-vorm ontstaat. De soortaanduiding mirandus is Latijn voor 'verwonderlijk'. In 1988 werd zij door Gregory S. Paul fout gespeld als 'mirandis', een lapsus calami.
Leidy beperkte het materiaal van Aublysodon tot drie lectotypen: ANSP 9533-9535. Deze tanden waren door Ferdinand Vandeveer Hayden in Montana gevonden in lagen van de Judith River Group, die dateren uit het Campanien, ongeveer vijfenzeventig miljoen jaar oud. Omdat Copes keuze prioriteit had, was Aublysodon mirandus in 1868, zoals Cope zelf niet naliet te beklemtonen, een jonger synoniem van Deinodon horridus. Hetzelfde jaar leek de naam Aublysodon echter toch nog geldig te worden toen Cope meende ontdekt te hebben dat de naam Deinodon bezet was door een slang en Deinodon horridus hernoemde tot Aublysodon horridus. Hierin had hij zich echter vergist: de slang heet Dinodon. Voordat hier in 1899 door Oliver Perry Hay op gewezen werd, had Cope in 1876 een volgende soort benoemd: Aublysodon lateralis, gebaseerd op specimen AMNH 3956, een tand waarvan de snijrand overigens naar de achterkant gedraaid is, niet zijwaarts zoals Cope dacht, het motief voor de soortaanduiding. Het gaat om een premaxillaire tand van een jonge tyrannosauride of Dromaeosaurus uit de Judith River Group. 

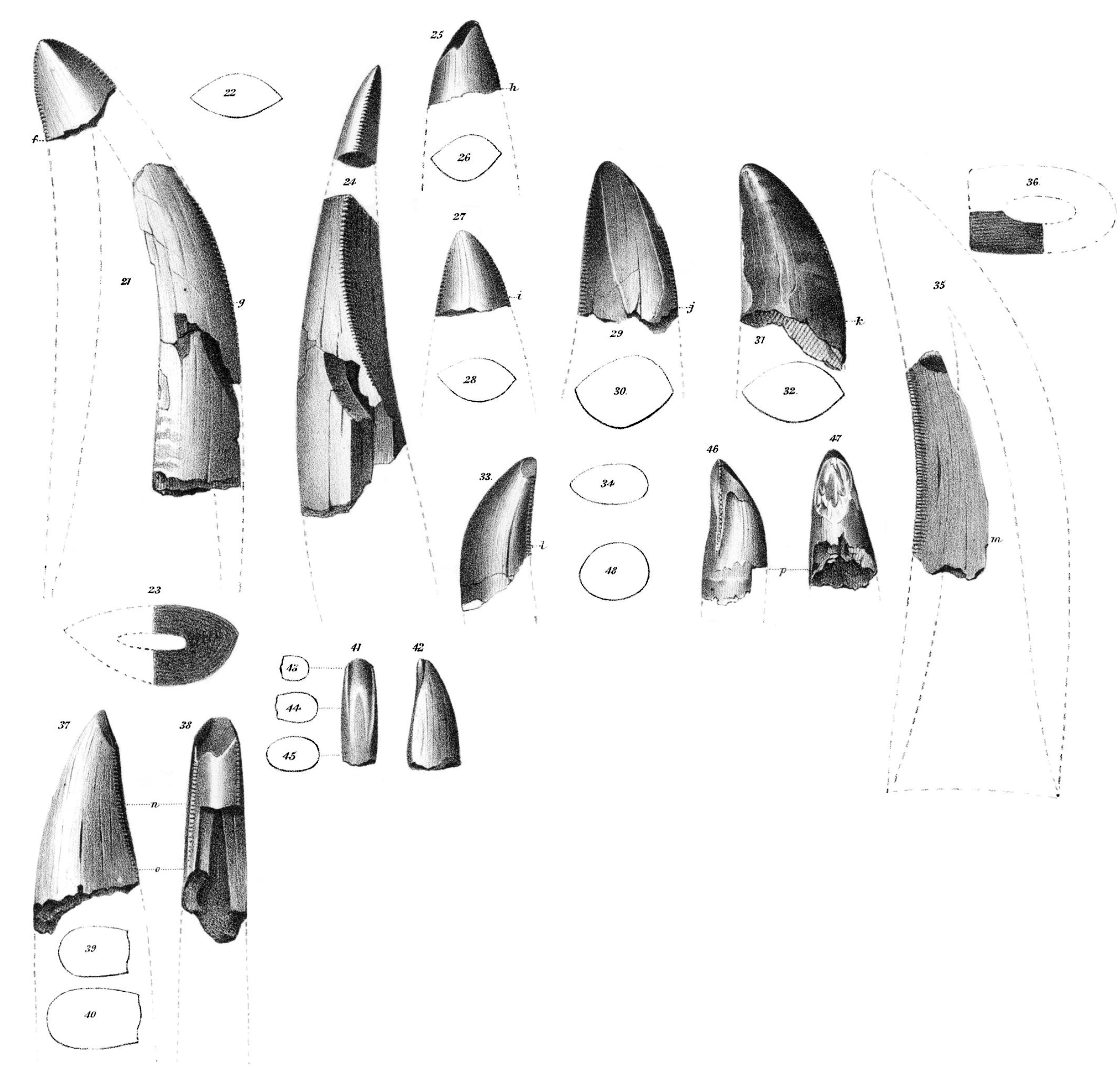
Lithografie van de oorspronkelijke syntypen van Deinodon horridus; de kleine tand getoond in afbeeldingen 41-45, midden onderaan, werd later het lectotype van Aublysodon mirandus

In 1892 werd Aublysodon mirandus alsnog een geldige naam doordat Othniel Charles Marsh het materiaal nog verder beperkte tot de enkele tand ANSP 9535. Het kan niet bewezen worden dat de tand tot dezelfde soort behoort als de twee tanden die overbleven als de lectotypen van Deinodon horridus — Marsh bracht die onder bij een Aublysodon sp. — en Aublysodon mirandus is daarvan sinds 1892 dus geen jonger synoniem meer. Daar staat tegenover dat de tand niet diagnostisch genoeg is om hem met enige zekerheid met andere fossielen in verband te brengen. Als tyrannosaride fossiel uit het Campanien van Noord-Amerika is hij vermoedelijk of van Daspletosaurus of van Gorgosaurus afkomstig. Zijn vorm, met ontbrekende kartelingen op de snijranden, lijkt het meest op die van een jonge daspletosaurus maar het is onduidelijk welke soorten van Daspletosaurus precies in de Judith River Group voorkwamen. Daarbij is het niet zeker dat de tand werkelijk uit deze aardlagen kwam; in Montana komen ook lagen uit het late Maastrichtien aan het oppervlak waarin Tyrannosaurus te vinden valt, de jongen waarvan precies zulke tanden bezitten. Daarom beschouwt men Aublysodon mirandus tegenwoordig als een nomen dubium. Een bijkomstig argument daarvoor is dat de tand in oktober 2000, hoewel hij per aangetekende post van de Academy of Natural Sciences of Philadelphia naar het Field Museum of Natural History gestuurd werd, door de postdienst zoek werd gemaakt; alleen de bon kwam aan. Er zijn echter afgietsels van de tand gemaakt; deze kunnen desgewenst dienen als plastotype.
In 1930 werd Aublysodon mirandus door Hay hernoemd tot een Ornithomimus mirandus; indertijd nam men wegens verwarring met tyrannosauride materiaal nog aan dat de Ornithomimidae zeer grote vormen bevatten en soms tanden hadden. In 1902 had Lawrence Morris Lambe de tand al aan Struthiomimus toegewezen. Zowel Lambe als Hay vergaten dat in dat geval Aublysodon prioriteit zou hebben.
In de periode dat Aublysodon nog niet als een nomen dubium gezien werd, zouden er verschillende andere soorten in het geslacht benoemd worden.

### Overige soorten
Verschillend materiaal uit Noord-Amerika en Azië werd in 1892 of de eeuw daarna aan nieuwe soorten in Aublysodon toegewezen; meestal was dit slechts tijdelijk, of bestond het uit zeer fragmentarische vondsten. Het duurde tot 1992 dat door een artikel van Kenneth Carpenter algemeen het besef doordrong dat Aublysodon een nomen dubium was. 
In dezelfde publicatie uit 1892 waarin Marsh het typemateriaal van Aublysodon mirandus inperkte, benoemde hij ook twee nieuwe soorten van het geslacht: Aublysodon amplus, 'de grotere', gebaseerd op de zevenentwintig millimeter lange tand YPM 296, en Aublysodon cristatus, 'de gekamde', gebaseerd op specimen YPM 297. In beide gevallen gaat op om premaxillaire tanden van jonge tyrannosauriden, in dit geval echter uit de Lanceformatie van het latere Maastrichtien, zodat ze hoogstwaarschijnlijk toebehoren aan Tyrannosaurus rex. Meestal wordt tegenwoordig aangenomen dat het om nomina dubia gaat, wat voorkomt dat de soortaanduiding van die laatste soort veranderd moet worden. Opmerkelijk is dat Marsh in 1892 Aublysodon niet als een reptiel beschouwde: door het ontbreken van de kartelingen dacht hij dat het ging om een voor het Krijt uitzonderlijk groot zoogdier.
In 1903 hernoemde John Bell Hatcher Laelaps explanatus Cope 1876 tot een Aublysodon explanatus. Het gaat vermoedelijk om een tand van Saurornitholestes.
In 1932 hernoemde Friedrich von Huene Ornithomimus grandis Marsh 1890 tot een Aublysodon grandis. Het gaat om een tyrannosauroïde uit het vroege Campanien. In 1967 hernoemde Alan Jack Charig Gorgosaurus lancinator Maleev 1955 tot een Aublysodon lancinator en Gorgosaurus novojilovi Maleev 1955 tot een Aublysodon novojilovi. In feite gaat het om jonge exemplaren van Tarbosaurus. Hetzelfde geldt vermoedelijk voor Shanshanosaurus huoyanshanensis Dong 1977 die in 1988 door Gregory S. Paul tot een Aublysodon huoyanshanensis hernoemd werd. Charig zou in 1967 nog een derde soort van Aublysodon benoemen toen hij van Gorgosaurus lancensis Gilmore 1946 een Aublysodon lancensis maakte. Tegenwoordig wordt dit of als een jong exemplaar van T. rex gezien of als een apart geslacht Nanotyrannus. Ook Paul liet het in 1988 niet bij één aublysodonsoort: in 1966 werd er bij het stadje Jordan een redelijk complete schedel gevonden, specimen LACM 28741, die in 1977 door Ralph Molnar beschreven werd; Paul benoemde op basis hiervan een Aublysodon molnaris, in 1990 door hem verbeterd tot Aublysodon molnari. In 2004 werd echter duidelijk dat het slechts ging om een onvolgroeide Tyrannosaurus rex. In het begin van de eenentwintigste eeuw werden wel meer vermeende soorten tyrannosauriden aan variabele al eerder bekende vormen toegewezen, een verschijnsel dat door George Olshevsky in 2000 de Tyrannosaur Implosion genoemd werd. Zelf had hij toen al in 1995 de soort hernoemd tot en Stygivenator molnari.
Hoewel het taxon een nomen dubium is, wordt de aanduiding Aublysodon nog wel gebruikt voor een bepaald morfotype van tyrannosauride tanden: tanden zonder kartelingen op de snijrand. Naar huidige inzichten gaat het daarbij steeds om voorste tanden van jonge daspletosauri of tyrannosauri, of om andere tanden die door erosie of slijtage hun karteling verloren hebben.

### Soortenlijst
De ingewikkelde naamgevingsgeschiedenis kan worden samengevat in een soortenlijst.
- Aublysodon mirandus Leidy 1868: nomen dubium, typesoort van Aublysodon, wellicht ouder synoniem van Gorgosaurus of Daspletosaurus, = Deinodon horridus Leidy 1856 partim, = Ornithomimus mirandus (Leidy 1868) Hay 1930
- Aublysodon horridus (Leidy 1856) Cope 1868: jonger synoniem van Deinodon horridus Leidy 1856
- Aublysodon lateralis Cope 1876: nomen dubium,  wellicht ouder synoniem van Gorgosaurus of Daspletosaurus, wellicht ouder synoniem van Dromaeosaurus, = Deinodon lateralis (Cope 1876) Hay 1902
- Aublysodon amplus Marsh 1892: ouder synoniem Tyrannosaurus rex, = Deinodon amplus (Marsh 1892) Hay 1902, = Tyrannosaurus amplus (Marsh 1892) Hay 1930, = Manospondylus amplus (Marsh 1892) Olshevsky 1978, = Stygivenator amplus (Marsh 1892) Olshevsky 1995
- Aublysodon cristatus Marsh 1892: ouder synoniem Tyrannosaurus rex, = Deinodon cristatus (Marsh 1892) Hay 1902, = Stygivenator cristatus (Marsh 1892) Olshevsky 1995
- Aublysodon explanatus (Cope 1876) Hatcher 1903: vermoedelijk ouder synoniem Saurornitholestes, = Laelaps explanatus Cope 1876
- Aublysodon grandis (Marsh 1890) Huene 1932: non Aublysodon, = Ornithomimus grandis Marsh 1890
- Aublysodon lancensis (Gilmore 1946) Charig 1967: wellicht jonger synoniem van Tyrannosaurus rex, wellicht apart geslacht Nanotyrannus, = Gorgosaurus lancensis Gilmore 1946
- Aublysodon lancinator (Maleev 1955) Charig 1967: jonger synoniem van Tarbosaurus, = Gorgosaurus lancinator Maleev 1955
- Aublysodon novojilovi (Maleev 1955) Charig 1967: jonger synoniem van Tarbosaurus, = Gorgosaurus novojilovi Maleev 1955
- Aublysodon huoyanshanensis (Dong 1977) Paul 1988: jonger synoniem van Tarbosaurus, = Shanshanosaurus huoyanshanensis Dong 1977
- Aublysodon molnaris Paul 1988: jonger synoniem van Tyrannosaurus rex, = Aublysodon molnari Paul 1988 emendatio Paul 1990, = Stygivenator molnari (Paul 1988) Olshevsky 1995

## Beschrijving
Aangezien het uiteindelijke lectotype van Aublysodon vermoedelijk bij Gorgosaurus of Daspletosaurus valt onder te brengen, is het waarschijnlijk afkomstig van een tweevoetige roofsauriër die volwassen negen meter lang kon worden. Het is ook mogelijk dat het toch om een apart taxon gaat. Daarvan weten we dan niet meer dan wat een beschrijving van de tand ons kan leren.
ANSP 9535 is een rechtertand uit de praemaxilla, de voorste snuit, met een lengte van ongeveer anderhalve centimeter. De tandkroon heeft een D-vormige doorsnede: hij is 141% langer van de binnenkant naar de buitenkant gemeten van dan links naar rechts. De snijranden zijn ongekarteld: ze hebben geen kleine vertandingen, denticula. De achterkant toont een brede verticale richel.

## Fylogenie
Cope plaatste Aublysodon in de Goniopoda, ongeveer de groep die tegenwoordig de Theropoda heet. Marsh zag de vorm in 1892 als behorend tot de Mammalia. Rond 1900 was echter weer algemeen het besef doorgedrongen dat het een theropode reptiel was, dat bij de Megalosauridae of de Coeluridae werd ondergebracht. Het verband met Deinodon leidde later tot een plaatsing in de Deinodontidae toen daaronder begrepen werd wat tegenwoordig de Tyrannosauridae heten.
Het toewijzen van het completere skelet van Aublysodon molnaris aan het geslacht bracht Paul er in 1988 toe binnen de tyrannosauriden een aparte Aublysodontinae te erkennen, een begrip dat al in 1928, samen met een Aublysodontidae, geschapen was door baron Franz Nopcsa maar toen grotendeels weer vergeten. Deze term werd daarna ook wel door andere auteurs gebruikt, bijvoorbeeld Thomas Holtz. Toen echter duidelijk werd dat A. molnari een tyrannosaurus betrof, bestond aan een Aublysodontinae geen behoefte meer en het begrip is vanaf 2004 volledig in onbruik geraakt.